# Gấu đen Nhật Bản
Gấu đen Nhật Bản (Ursus thibetanus japonicus) là một phân loài của gấu đen châu Á sống trên ba hòn đảo chính của Nhật Bản: Honshu, Shikoku và Kyushu. Có khoảng 10.000 con gấu đen ở Nhật Bản. Quần thể gấu đen tại Shikoku và Kyushu có thể bị đe dọa hoặc tuyệt chủng. Hiện các bộ phận của gấu có giá cao ở thị trường chợ đen, đe dọa tất cả các quần thể gấu ở Nhật Bản. Loài gấu đặc biệt này thường nhỏ hơn với con đực chỉ đạt 60 – 120 kg và con cái chỉ nặng khoảng 40 – 100 kg. Chiều dài cơ thể của chúng dài khoảng 120 – 140 cm.

## Môi trường sống
Những con gấu sống trên ba hòn đảo của Nhật Bản: Honshu, Shikoku và Kyushu. Chúng có thể được tìm thấy ở vùng tuyết cao phía đông bắc và vùng tuyết thấp phía tây nam, tuy nhiên, chúng đã được phát hiện ở các vùng rất cao như vùng núi cao hơn 3.000 mét. Chúng có xu hướng sống ở những khu vực có nhiều cỏ và cây có quả mọng để hỗ trợ chế độ ăn uống, dinh dưỡng của chúng.

## Phát tán hạt giống
Rừng dựa vào gấu như một phương pháp tuyệt vời để cây và cây phát tán hạt giống. Những con gấu sẽ tiêu thụ hạt giống và di chuyển xa hơn 40% so với khoảng cách 500 m từ cây bố mẹ. Chúng có khả năng rải hạt giống trên các khu vực rộng lớn, giúp đời sống thực vật lan rộng khắp khu vực. Vào mùa thu, những con gấu có tỷ lệ phân tán hạt lớn hơn và thường con đực có diện tích phân tán lớn hơn con cái.